# 被爆建築物
被爆建築物指的是在戰爭中遭受爆炸襲擊而倖存的建築物廢墟，屬於戰爭遺址的一種，特別是指原子彈或氫彈造成的襲擊，這種情況下也稱為被曝建築物。此外，其範圍也包括被爆的樹木和被爆電車等。

## 概要
被爆建築物的存在，源自於第二次世界大戰中的原子彈轟炸，這些建築物曾是日本城市的標誌性建築，包括當時的政府機關、宗教場所、商業建築、學校和住宅等。在原子彈轟炸中，這些建築物成為受到爆炸波及的目標之一，從而受到毀壞成為了廢墟。其中，廣島市和長崎市是當時受到原子彈攻擊的日本城市，原子彈轟炸對這兩座城市造成極大的破壞和人員傷亡。
戰爭結束後，因配合都市更新及防止建築物成為危險場所，政府決定拆除大部分的被爆建築物進行重建。不過為了紀念原子彈轟炸歷史，一些重要的建築物被保留下來，成為了戰史教育的紀念碑，例如廣島和平紀念館。近年來隨著戰爭空襲的比重增加，命中精度也提高而不再像過去無差別攻擊。然而，被爆建築物然存在於現代的城市中，並因其價值性而成為文化遺產的一部分。同等收到關注的也包括被爆樹木。

## 日本
太平洋戰爭期間，日本本土遭受了盟軍空襲，許多建築物在此過程中遭到破壞，部分遺跡至今仍作為文化遺產留存。在日本，特別稱之為「被爆建築」範圍的戰爭遺跡，是指1945年8月6日廣島市原子彈爆炸以及同月9日長崎市原子彈爆炸後殘存下來的建築物。
20世紀60年代，由於這些廢墟面臨倒塌的風險，一些市民希望拆除這些建築物，或者出於希望重建而不是保存，或是想遺忘過去的想法。但也有市民認為這些建築物是歷史的見證，應該保存下來。其中，最激烈的論爭以圍繞原爆圓頂屋展開。近年，由於作為歷史講述者的被爆者人數逐年減少，越來越多居民反對拆除這些建築物。
由於木造建築物被火災燒毀或老化而被拆除，保存當時面貌的建築物也越來越少。此外，也有一些被留下來卻無法決定用途的建築物閒置。另一方面，一些建築物被改建後仍在使用，有些成為資料館，有的持續成為商店或工廠等設施。
1990年代初期，隨著距離戰爭結束已經過去50年，廣島市和長崎市政府開始重新評估被爆建築物的狀況，正式列出名單。對於私人擁有的被爆建築，政府共出資負擔3/4，最高3,000萬日圓的補助金以利保存。然而，最初廣島市有103個被爆建築物，長崎市有46個被爆建築物被列入名單，但到了2015年，即距離被爆70週年之際，廣島市只剩下了17個被爆建築物，長崎市只剩下了13個被爆建築物，已有相當多的被爆建築物被拆除。特別是私人擁有的被爆建築，除了老舊因素需要拆除之外，還需要耐震補強等高成本費用，因此有很多人支持拆除。由於私人擁有財產權，政府無法強制維持這些建築物的存在。但另一方面，還有一些沒有被列入名單的被爆遺址值得關注，還有新的被列入名單的被爆建築被發現。

### 廣島市
1993年，廣島市將距離爆心地5公里以內的現存被爆建築物因應分類而登錄於「被爆建築」、「被爆樹木」、「被爆橋梁」的名單上，廣島市對此在保存事業的第1號案例，是將廣島紅十字和原爆病院的舊建築物的部分牆壁切下來，移到位於該院內的廣島港243號線側的位置，以便行人觀賞。除此之外，還有其他的被爆物品，例如廣島電鐵的650形電車持續在現役中行駛，以及被爆鋼琴。
隨著1996年原爆圓頂屋被登錄為世界遺產後，周邊針對保護被爆建築物的活動變得積極起來，並對於廣島市中心周圍的土地開發和被爆建築保存產生了巨大影響。建築物的保存行動與土地利用也成為公眾關注的焦點。
在廣島市的登錄名單中，除了位於當初被爆時不在廣島市內的祇園町內的熊野神社等建築物外，還包括距離5公里圈內的府中町內的麒麟啤酒廣島工廠的被爆時記錄。這些建築物的被爆記錄都被收錄在登錄台名稱中。2015年，廣島市登錄新的被爆建築物名單，包括鶴羽根神社手水舍和本川公共洗手間也被登錄在名單上。這些建築物在爆炸中受到了少許損壞。

### 長崎市
1995年，長崎市指定了該市的被爆建築物名單。這些建築物具保存當時爆炸和熱線的痕跡，能夠以視覺的形式傳達爆炸時的情況。根據重要性和受害情況，長崎的建築物被分為A到D四個等級。然而與廣島相比，能夠視覺地傳達被爆情況的建築在長崎市中極為有限。這是因為長崎是在廣島之後第二個遭受原子彈轟炸的城市，爆炸中心位於市中心以外的浦上地區。該地區的石造和混凝土建築物相對較少。另外，長崎的象徵性建築浦上天主堂，因當事人天主教長崎教區的山口愛次郎主教和長崎市市長田川務的意願下而被拆除。這些因素導致了激烈的存續爭議。市民更傾向於優先考慮復興和土地開發，而非保存歷史。此外，爆炸中心周圍是山地，平原地區狹窄，可用土地本身就很少。此外，長崎市和廣島市的反核活動和市財政也有所不同。廣島市是政令指定都市，而長崎市則是中核市。
1988年，距離爆炸中心0.6公里的山里小學校被拆除時，一些被爆者和市民表示遺憾，認為這是「被爆的證人」。然而，長崎市教育委員會在報紙上發表了看法，認為「形式上的東西最終會風化。將其傳承於精神層面是更為有效的和平教育」。同年8月，該校舍被拆除，現在只保存了位於长崎原爆资料馆的一部分牆體和後門的門柱。
長崎的保存活動與廣島一樣，也是從1992年長崎刑務所浦上刑務支所遺址發現以後開始活躍起來的。

## 其他

### 殘留放射能
根據廣島型原爆規模計算，被爆建築物在經歷受爆後100小時，在暴露於輻射下是最強烈影響人體的時間點，但回到受爆前的水平值，實際僅需要1年的時間。因此，當前在日本的被爆建築中，並沒有任何的放射性物質對人體產生影響的程度。
許多人曾誤解認為原子彈會產生放射線。實際上，在廣島原爆投下後2天，即1945年8月8日，美國《華盛頓郵報》曾發表了一篇文章，援引參與曼哈頓計劃的哈羅德·雅各布森的發言稱：「在原子彈的威脅下，目標地區將會持續70年沒有放射線，這已經在實驗中被證明了。」但美國政府為了避免譴責，立即掩蓋了此事，羅伯特·奧本海默否認了這一說法，而雅各布森也後來否認了自己的發言。美國因而向日本未投降的政府宣傳，「廣島已經成為了75年內不能容忍人畜生存的土地。並且派遣學者進行調查等活動，等同於自殺。」
同年8月底結束的戰爭後，以此為依據，包括《朝日新聞》和《每日新聞》等各大報紙都相繼報導廣島約70年或75年的「生物不毛說」。此外，由於投下後進入市區的被爆者數量眾多，一些人仍然認為建築物對人體有不良影響。此外，還有一種說法認為城市所殘留的放射性物質，是在原爆投下一個月後由於颱風艾達的衝擊而被吹走的。
此外，美國的主要核試驗場所「比基尼環礁」現在也已經降至可以短時間停留的安全水平。
用磚砌的建築物是被照射的輻射劑量率的參考標準。這是因為磚塊中含有的石英晶體能夠記錄輻射量，即使經過幾十年、幾百年的時間（當伽馬射線照射晶體時，會在晶體內留下電子痕跡）。因此，通過提取這些石英晶體測量（將其加熱到500℃恢復原狀，並在此過程中，測量其光亮度（發光強度與吸收量成比例），便可以確定曝露的線量大小。

### 放射線遮蔽能力
放射線遮蔽能力是指物質能夠阻擋或減少射線穿透的能力。參考「被曝」和「放射線障害」。根據廣島遞信病院（即廣島白島病院的前身）院長蜂谷道彦在距離爆心地不到1個月的8月23日至9月19日，檢查存活的被爆者的白血球數量，並按距離和防護情況進行了分類（白血球的基準下限值為3300至4000/μl），報告如下：。
|                              |               | 遮蔽狀況    | 遮蔽狀況 | 遮蔽狀況  | 遮蔽狀況    | 遮蔽狀況 | 遮蔽狀況  | 遮蔽狀況    | 遮蔽狀況 | 遮蔽狀況 |
| 屋外                         | 屋外          | 屋外        | 木造屋內 | 木造屋內  | 木造屋內    | RC屋内   | RC屋内    | RC屋内      |          |          |
| ---------------------------- | ------------- | ----------- | -------- | --------- | ----------- | -------- | --------- | ----------- | -------- | -------- |
| 平均値                       | 標準 誤差     | 受試者 人數 | 平均值   | 標準 誤差 | 受試者 人數 | 平均值   | 標準 誤差 | 受試者 人數 |          |          |
| 從爆心地 為範圍的 距離(公尺) | 0 - 500       | -           | -        | 0         | 2,200       | -        | 1         | 3,004       | 670      | 17       |
| 從爆心地 為範圍的 距離(公尺) | 500 - 1,000   | 2,133       | 不明     | 7         | 2,701       | 504      | 28        | 3,114       | 866      | 14       |
| 從爆心地 為範圍的 距離(公尺) | 1,000 - 1,300 | 2,980       | 1,089    | 10        | 3,797       | 796      | 43        | 4,540       | 941      | 16       |
| 從爆心地 為範圍的 距離(公尺) | 1,300 - 2,000 | 4,050       | 800      | 5         | 4,025       | 355      | 8         | -           | -        | -        |

從以上的數據中得知，實際上比起室外和木造建築物，鋼筋混凝土及室內的建築物實際能夠減少白血球的數量，因此可以得知這些建築物對放射線有一定的遮蔽能力。值得一提的是，在廣島原爆中，最接近爆心地的存活者是位於距離爆心地170米的RC建築物地下的一位居民，他活到1982年，享壽84歲。
需要注意的是，以上數據僅適用於廣島原爆，而在長崎、氢弹和中子弹等其他情況下可能不適用。

## 廣島市現存的被爆建築物

### 被爆建築物
列表所指的「非木造」指的是鋼筋混凝土結構（包括SRC、RC結構）。
| 現在名稱                                            | 現在所有權       | 構造   | 爆心地 的距離  | 原爆前名稱                     | 設計者              |
| --------------------------------------------------- | ---------------- | ------ | -------------- | ------------------------------ | ------------------- |
| 原爆圆顶馆                                          | 市               | 非木造 | 0.16           | 廣島縣產業獎勵館               | 簡·勒澤爾           |
| 原燃料會館                                          | 市               | 非木造 | 0.17           | 燃料会館                       | 増田清              |
| 安德森廣島本店                                      | 安徒生株式會社   | 非木造 | 0.36           | 舊帝國銀行廣島支店             | 長野宇平治          |
| 舊日本銀行廣島支店                                  | 日本銀行         | 非木造 | 0.38           | 日本銀行廣島支店               | 長野宇平治          |
| 本川小學校和平資料館                                | 市               | 非木造 | 0.41           | 本川国民学校                   | 増田清              |
| 袋町小學校和平資料館                                | 市               | 非木造 | 0.46           | 袋町国民学校                   |                     |
| 本川公眾洗手間                                      | 廣島市           | 非木造 | 0.48           | 同現名                         |                     |
| 福屋百貨店                                          | 福屋             | 非木造 | 0.71           | 同現名                         | 渡邊仁              |
| 中國軍管區司令部遺跡                                | 市               | 非木造 | 0.79           | 中國軍管區司令部防空作戦室     |                     |
| 廣島市役所                                          | 市               | 非木造 | 1.02           | 廣島市役所                     | 増田清              |
| NTT西日本十日市大廈                                 | 日本電信電話     | 非木造 | 1.08           | 廣島中央電話局西分局           | 山田守              |
| 廣島遞信病院舊外来棟                                | 市               | 非木造 | 1.37           | 廣島遞信病院舊外来棟           | 山田守              |
| 廣島大學舊理學部1號館                               | 市               | 非木造 | 1.42           | 旧制广岛文理科大学             |                     |
| 多聞院鐘樓                                          | 多聞院           | 木造   | 1.75           | 同現名                         |                     |
| 鶴羽根神社・手水舎                                  | 鶴羽根神社       | 木造   | 1.81           | 同現名                         |                     |
| 瀨山陽文徳殿                                        | 市               | 非木造 | 1.82           | 同現名                         |                     |
| 明泉寺山門                                          | 明泉寺           | 木造   | 1.90           | 同現名                         |                     |
| 廣島電鐵千田町變電所及事務所                        | 廣島電鐵         | 非木造 | 1.92           | 広島電鐵千田町變電所・資材倉庫 |                     |
| 淨光寺・山門                                        | 淨光寺           | 木造   | 2.10           | 同現名                         |                     |
| 廣島東照宮                                          | 同左             | 木造   | 2.10           | 同現名                         |                     |
| 安樂寺・本堂                                        | 安樂寺           | 木造   | 2.19           | 同現名                         |                     |
| 歴清社倉庫                                          | 歴清社           | 非木造 | 2.20           | 久永金紙押紙工場               |                     |
| 己斐配水池送水室                                    | 市水道局         | 非木造 | 2.31           | 同現名                         |                     |
| 尾長天満宮                                          | 同左             | 木造   | 2.60           | 同現名                         |                     |
| 國前寺                                              | 同左             | 木造   | 2.60           | 同現名                         |                     |
| 真宗學寮・講堂・寮舎                                | 同左             | 木造   | 2.62           | 同現名                         |                     |
| 舊日本通運出汐倉庫1-3號棟                           | 縣               | 非木造 | 2.67           | 廣島陸軍服裝分廠               |                     |
| 舊日本通運出汐倉庫4號棟                             | 中国財務局       | 非木造 | 2.67           | 廣島陸軍服裝分廠               |                     |
| 光徳寺・納骨堂                                      | 光徳寺           | 非木造 | 2.68           | 同現名                         |                     |
| 廣島大學附屬中學校及高等學校講堂                    | 廣島大学         | 非木造 | 2.69           | 舊制廣島高等學校講堂           |                     |
| 善法寺・本堂・庫裏                                  | 善法寺           | 木造   | 2.74           | 同現名                         |                     |
| 廣島大學醫學部醫學資料館                            | 廣島大学         | 非木造 | 2.75           | 廣島陸軍兵器補給廠             |                     |
| 蓮照寺・本堂                                        | 蓮照寺           | 木造   | 2.75           | 同現名                         |                     |
| 舊濾過調整池上屋                                    | 市               | 非木造 | 2.77           | 牛田水源地濾過調整池上屋       |                     |
| 舟入神社                                            | 同左             | 木造   | 2.78           | 同現名                         |                     |
| 広島市水道資料館                                    | 市               | 非木造 | 2.80           | 牛田水源地水泵房               |                     |
| 水道博物館別館影像室                                | 市               | 非木造 | 2.80           | 牛田水源地送水量水室           |                     |
| 旭山神社                                            | 同左             | 木造   | 2.80           | 同現名                         |                     |
| 浜田樹苗園給水塔                                    | 浜田樹苗園       | 非木造 | 2.83           | 日本麻紡績(株)給水塔           |                     |
| 新庄之宮神社・本殿・拝殿                            | 新庄之宮神社     | 木造   | 2.90           | 同現名                         |                     |
| 光西寺・本堂                                        | 光西寺           | 木造   | 2.93           | 同現名                         |                     |
| 妙法寺・本堂・庫裏                                  | 妙法寺           | 木造   | 2.94           | 同現名                         |                     |
| 浄修院・本堂                                        | 浄修院           | 木造   | 3.01           | 同現名                         |                     |
| 三瀧寺 想親觀音堂・鐘樓・稲荷社・三鬼權現堂・鎮守堂 | 三瀧寺           | 木造   | 3.18           | 同現名                         |                     |
| 廣島市鄉土資料館                                    | 市               | 非木造 | 3.21           | 宇品陸軍糧秣支廠（缶詰工場）   |                     |
| 觀音寺・本堂                                        | 観音寺(山根)     | 木造   | 3.26           | 同現名                         |                     |
| 稲生神社・本殿・渡殿                                | 稲生神社(西霞)   | 木造   | 3.34           | 同現名                         |                     |
| 海神宮                                              | 同左             | 木造   | 3.36           | 同現名                         |                     |
| 地藏寺・本堂・庫裏                                  | 地髒寺（北大河） | 木造   | 3.44           | 同現名                         |                     |
| 真幡神社（黄幡社）                                  | 真幡神社         | 木造   | 3.44           | 同現名                         |                     |
| 海寶寺・山門                                        | 海寶寺           | 木造   | 3.47           | 同現名                         |                     |
| 衣羽神社・本殿・拝殿・手水舎                        | 衣羽神社         | 木造   | 3.59           | 同現名                         |                     |
| 邇保姫神社・手水舎                                  | 邇保姫神社       | 木造   | 3.62           | 同現名                         |                     |
| 廣島市江波山氣象館                                  | 市               | 非木造 | 廣島地方氣象台 |                                |                     |
| 大歳神社・本殿・拝殿                                | 大歳神社         | 木造   | 3.64           | 同現名                         |                     |
| 長束神社・本殿                                      | 長束神社         | 木造   | 3.69           | 同現名                         |                     |
| 穴神社                                              | 同左             | 木造   | 3.84           | 同現名                         |                     |
| 不動院                                              | 同左             | 木造   | 3.90           | 同現名                         |                     |
| 本浦説教所                                          | 同左             | 木造   | 3.95           | 同現名                         |                     |
| 最勝寺・本堂・門・庫裏                              | 最勝寺           | 木造   | 3.95           | 丹那説教所                     |                     |
| 覺法寺・本堂・庫裏                                  | 覺法寺           | 木造   | 3.96           | 同現名                         |                     |
| 蓮光寺・門・観音堂                                  | 蓮光寺           | 木造   | 4.02           | 同現名                         |                     |
| 熊野神社                                            | 同左             | 木造   | 4.15           | 同現名                         |                     |
| 馬自達宇品工場                                      | 马自达           | 非木造 | 4.16           | 陸軍船舶練習部                 |                     |
| JR貨物廣島機廠                                      | 日本貨物鐵道     | 非木造 | 4.25           | 廣島鉄道局廣島工機部           |                     |
| 觀音寺・本堂・鐘樓                                  | 観音寺(黄金山)   | 木造   | 4.25           | 同現名                         |                     |
| 千暁寺・本堂                                        | 千暁寺           | 木造   | 4.31           | 同現名                         |                     |
| 耶穌會聖若望修道院（默想之家）                      | 耶穌會           | 木造   | 4.50           | 耶穌會長束修練院               | 伊格納蒂烏斯·格羅珀 |
| 竈神社                                              | 同左             | 木造   | 4.52           | 同現名                         |                     |
| 萬休寺・本堂・山門・庫裏                            | 萬休寺           | 木造   | 4.60           | 同現名                         |                     |
| 西福寺・本堂・庫裏・山門                            | 西福寺           | 木造   | 4.62           | 同現名                         |                     |
| 舊廣島縣港灣事務所                                  | 舊廣島港灣振興局 | 木造   | 4.64           | 宇品警察署                     |                     |
| 龍宮神社                                            | 同左             | 木造   | 4.78           | 同現名                         |                     |
| 熊野神社・本殿                                      | 熊野神社         | 木造   | 4.80           | 同現名                         |                     |
| 慈光寺（廣島市）・山門                              | 滋光寺           | 木造   | 4.93           | 同現名                         |                     |
| 鷺森神社                                            | 同左             | 木造   | 4.93           | 同現名                         |                     |
| 海藏寺・本堂・山門                                  | 海藏寺           | 木造   | 4.95           | 同現名                         |                     |
| 光明寺                                              | 同左             | 木造   | 4.96           | 日宇那説教所                   |                     |
| 狐瓜木神社・本殿・拝殿                              | 狐瓜木神社       | 木造   | 4.98           | 同現名                         |                     |
| 淨教寺・本堂・山門・南門・経堂                      | 淨教寺           | 木造   | 4.98           | 同現名                         |                     |
| 教專寺・本堂・経堂                                  | 教專寺           | 木造   | 4.99           | 同現名                         |                     |
| 專念寺・本堂・鐘楼                                  | 專念寺           | 木造   | 4.99           | 同現名                         |                     |
| 胡子神社・本殿・拝殿                                | 胡子神社(草津)   | 木造   | 5.00           | 同現名                         |                     |
| 稲生神社                                            | 稲生神社(草津)   | 木造   | 5.00           | 同現名                         |                     |
| 草津八幡神社・本殿・拝殿                            | 草津八幡神社     | 木造   | 5.00           | 同現名                         |                     |
| 西樂寺・本堂                                        | 西樂寺           | 木造   | 5.00           | 同現名                         |                     |

### 被爆橋梁
| 橋名             | 構造 | 爆心地 的距離(km) | 路線名稱                        | 經過河域 | 備考             |
| ---------------- | ---- | ----------------- | ------------------------------- | -------- | ---------------- |
| 京橋（廣島市）   | 鋼橋 | 1.38              | 市道南3區7號線                  | 京橋川   |                  |
| 榮橋（廣島市）   | RC橋 | 1.51              | 市道南1區6號線                  | 京橋川   |                  |
| 比治山橋         | RC橋 | 1.71              | 市道南3區183號線                | 京橋川   |                  |
| 猿猴橋           | RC橋 | 1.82              | 市道南1區12號線                 | 猿猴川   | 城市最古老的橋樑 |
| 荒神橋（廣島市） | RC橋 | 1.91              | 廣島市道天滿矢賀線/廣島電鐵本線 | 猿猴川   | 併用橋           |
| 觀光橋           | RC橋 | 2.56              | 宮島街道                        | 八幡川   |                  |

### 被爆樹木

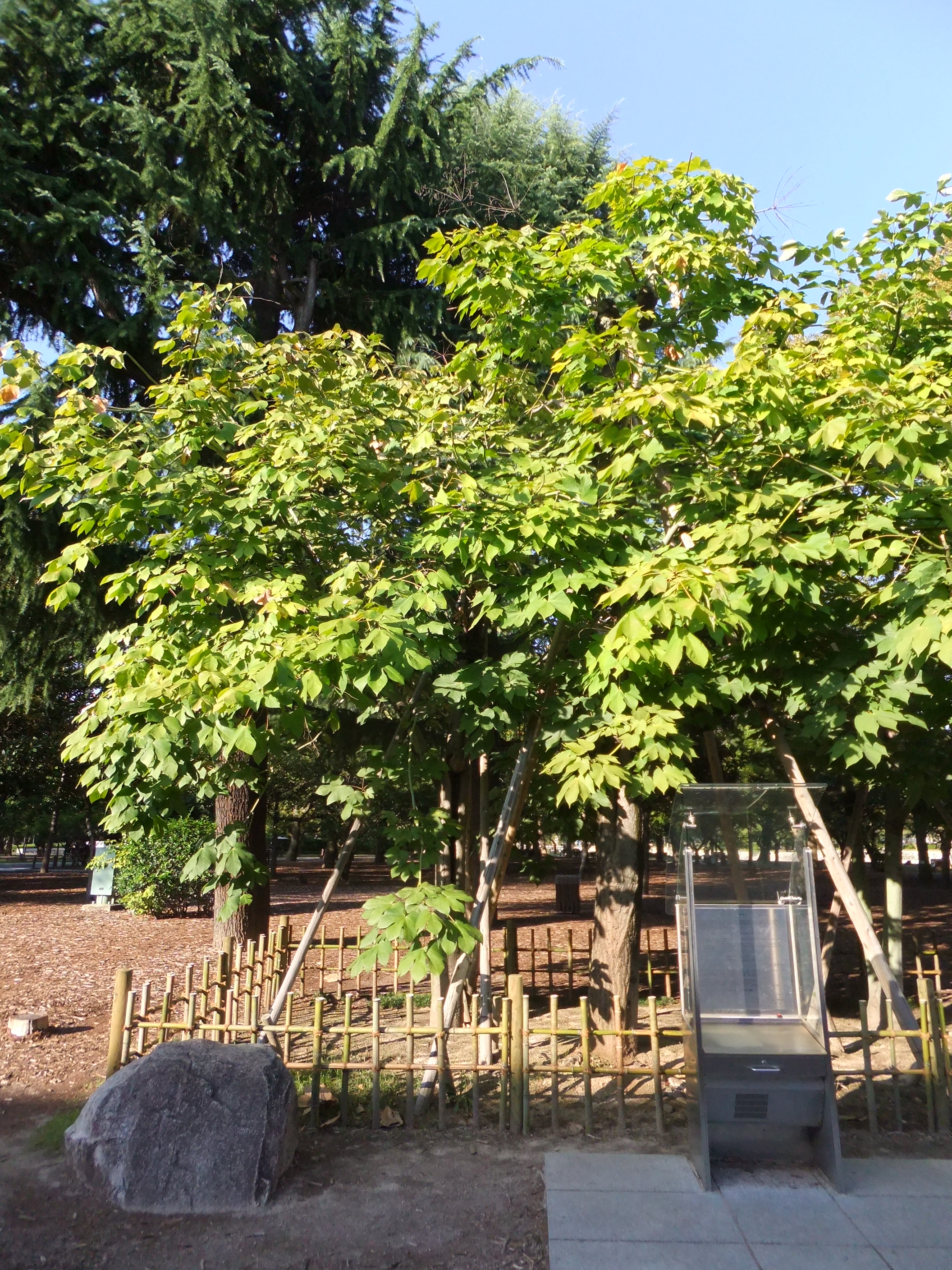
被爆青桐
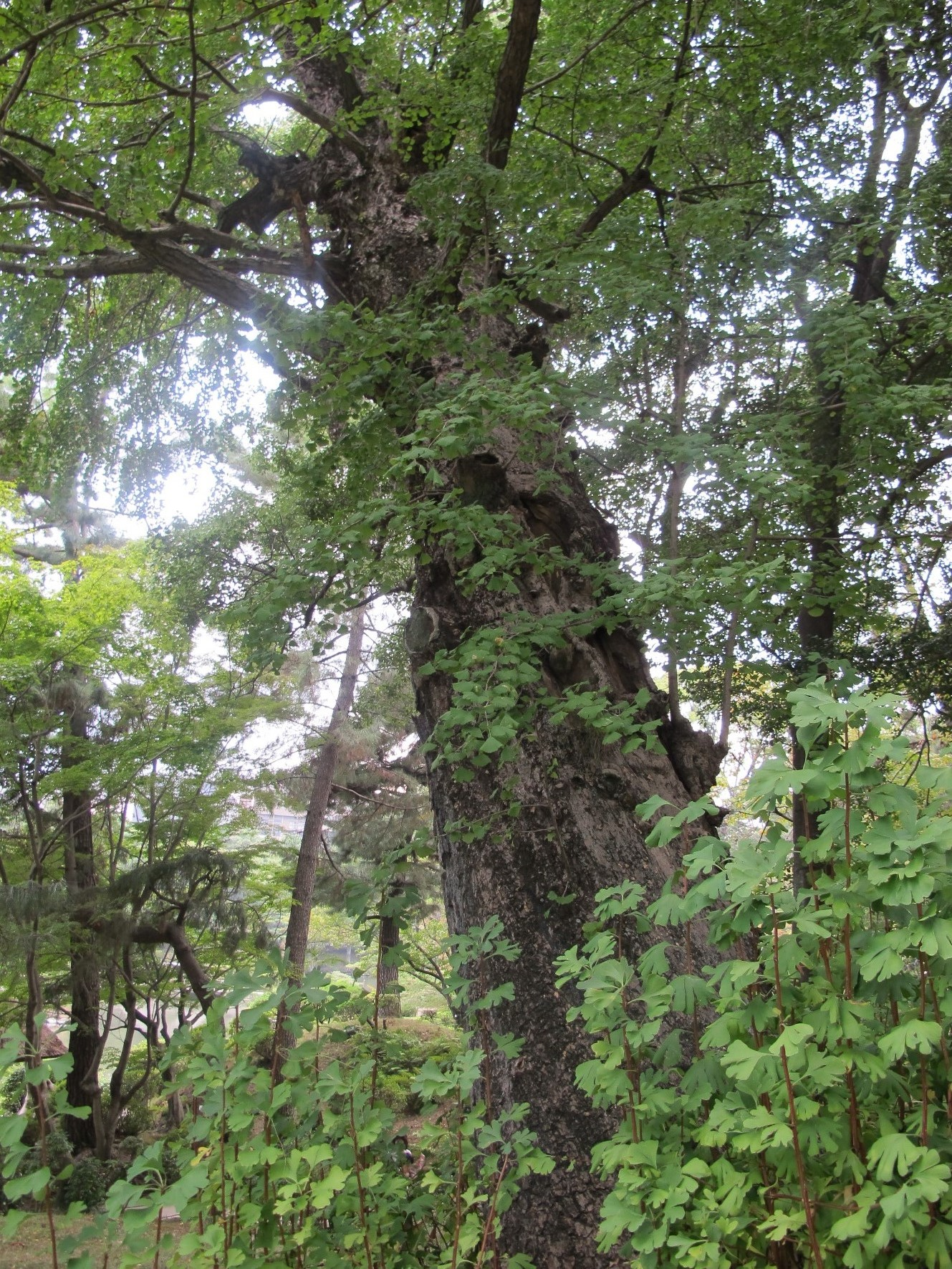
被爆大銀杏（縮景園）
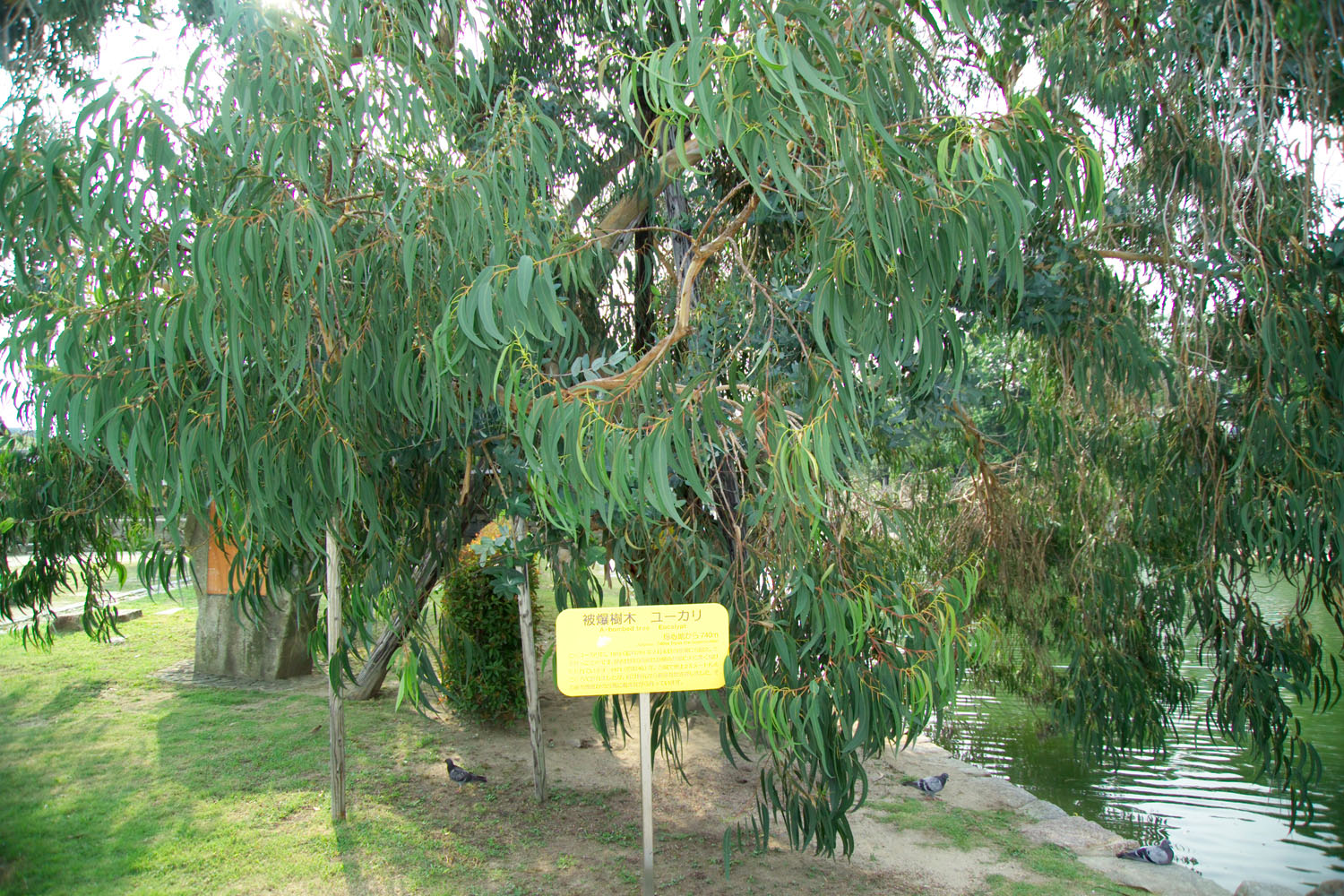
被爆桉樹（廣島城）
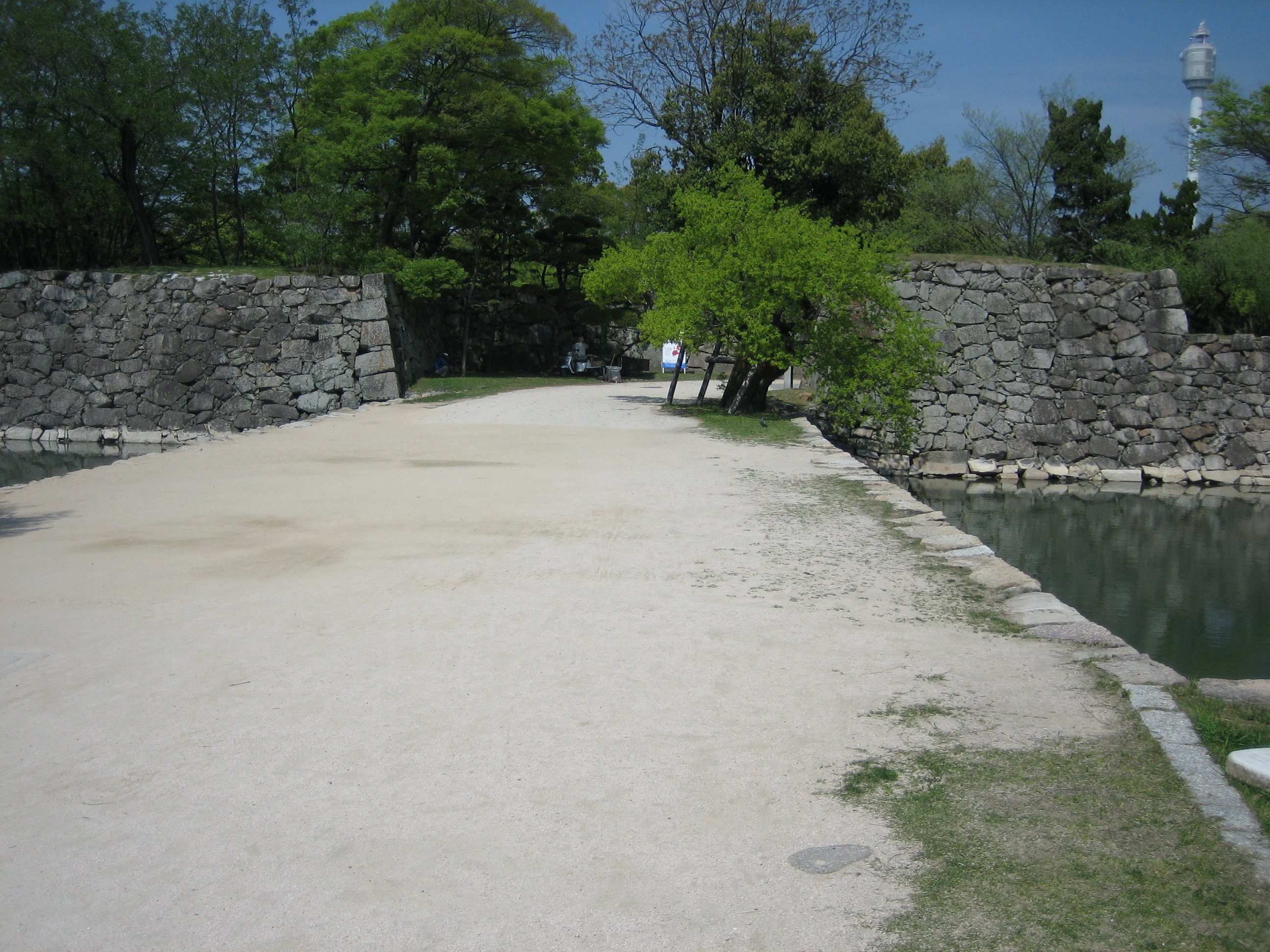
被爆腺柳（廣島城）
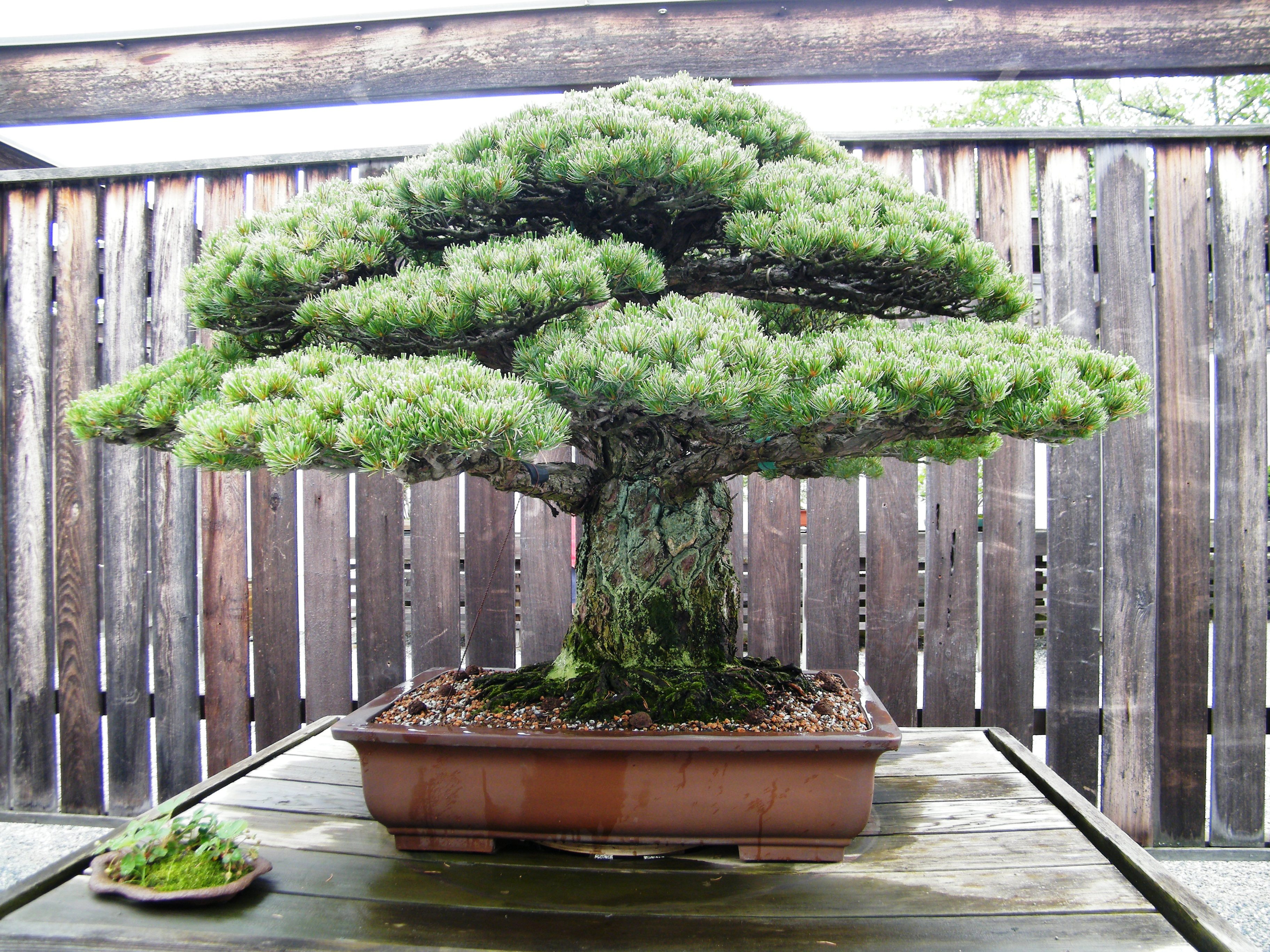
廣島倖存者（日语：ヒロシマ・サバイバー）

## 長崎市現存的被爆建築物
自1998年開始，長崎市根據對該城市的原爆建築物、橋樑、植物等的調查結果，考慮原爆的痕跡和距離爆心地的遠近，該政府對其進行排名並分為A到D的四個等級。截至2018年7月，長崎市政府共有A級29個、B級24個、C級13個、D級57個，共計123個被爆建築物。本段落則列出具有明顯原爆痕蹟的A級被爆建築物。
以下列表是根據長崎市被爆建造物等排名一覽表（截至於2012年1月）所編制：

### 建築物
| 被爆當時的名稱     | 爆心地的距離(km) | 管理者 | 備注               |
| ------------------ | ---------------- | ------ | ------------------ |
| 長崎市立城山小學校 | 0.5              | 長崎市 | 已登錄國登錄紀念物 |

### 工作物・橋梁
| 被爆當時的名稱                 | 爆心地的距離(km) | 管理者   | 備注               |
| ------------------------------ | ---------------- | -------- | ------------------ |
| 濱口町望樓（火の見櫓）         | 0.3              | 長崎市   |                    |
| 浦上天主堂・遺壁               | 0.5              | 長崎市   | 現保存於和平公園   |
| 浦上天主堂・鐘樓               | 0.5              | 浦上教會 | 已登錄國登錄記念物 |
| 浦上天主堂・石垣               | 0.5              | 浦上教會 |                    |
| 大橋橋・橋塔                   | 1.6              | 長崎市   | 展示於原爆資料館   |
| 舊制長崎醫科大學・門柱         | 0.6              | 長崎大学 | 已登錄國登錄記念物 |
| 山里國民學校・防空壕           | 0.7              | 長崎市   | 平和公園に展示     |
| 山里國民學校・裏門門柱         | 0.7              | 長崎市   |                    |
| 舊制長崎縣立瓊浦中學校・儲水箱 | 0.8              | 長崎市   | 展示於原爆資料     |
| 三菱製鋼所・鐵骨架             | 0.8              | 長崎市   | 原爆資料館展示     |
| 山王神社・二之鳥居             | 0.8              | 山王神社 | 已登錄國登錄記念物 |
| 三菱製鋼所・事務所螺旋樓梯     | 1.1              | 長崎市   |                    |
| 淵國民学校・遺壁               | 1.2              | 長崎市   |                    |
| 穴弘法奥之院・石仏             | 1.2              | 霊泉寺   |                    |
| 錢座國民学學校・階段           | 1.5              | 長崎市   |                    |

### 植物

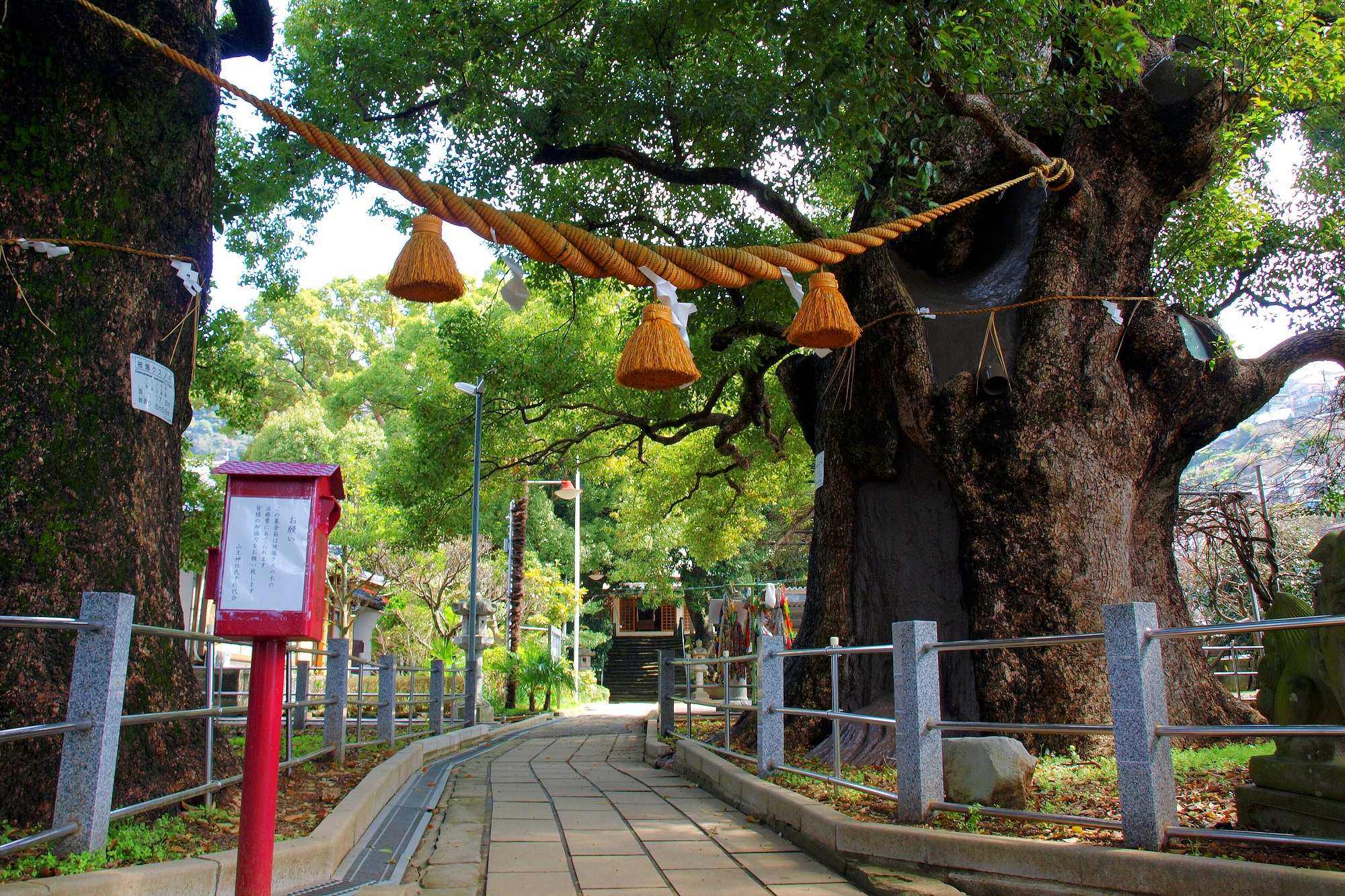
山王神社大樟树

| 被爆當時的名稱             | 爆心地的距離(km) | 管理者         | 備注 |
| -------------------------- | ---------------- | -------------- | --- |
| 城山国民学校・食茱萸       | 0.5              | 長崎市         | 2016年1月的寒流導致春季無法長出新芽，大部分食茱萸已經枯死。在5月進行了砍伐主幹以促進新的生長處理，但在7月19日確認完全枯死。。 |
| 山王神社・樟树             | 0.8              | 山王神社       | |
| 原爆資料館・杜鵑花、五葉松 | 1.1              | 長崎市         | |
| 浦上第一病院・荷花玉蘭     | 1.4              | 聖弗朗西斯医院 | |

- 山王神社大樟树

## 另見
- 第五福龍丸
- 哥吉拉

## 外部連結
- NHK平和アーカイブス （页面存档备份，存于）
- “ヒロシマ”をさがそう！〜市民とつくる被爆地図〜，存于